# Giovanni Battista Bussi (Kardinal, 1657)

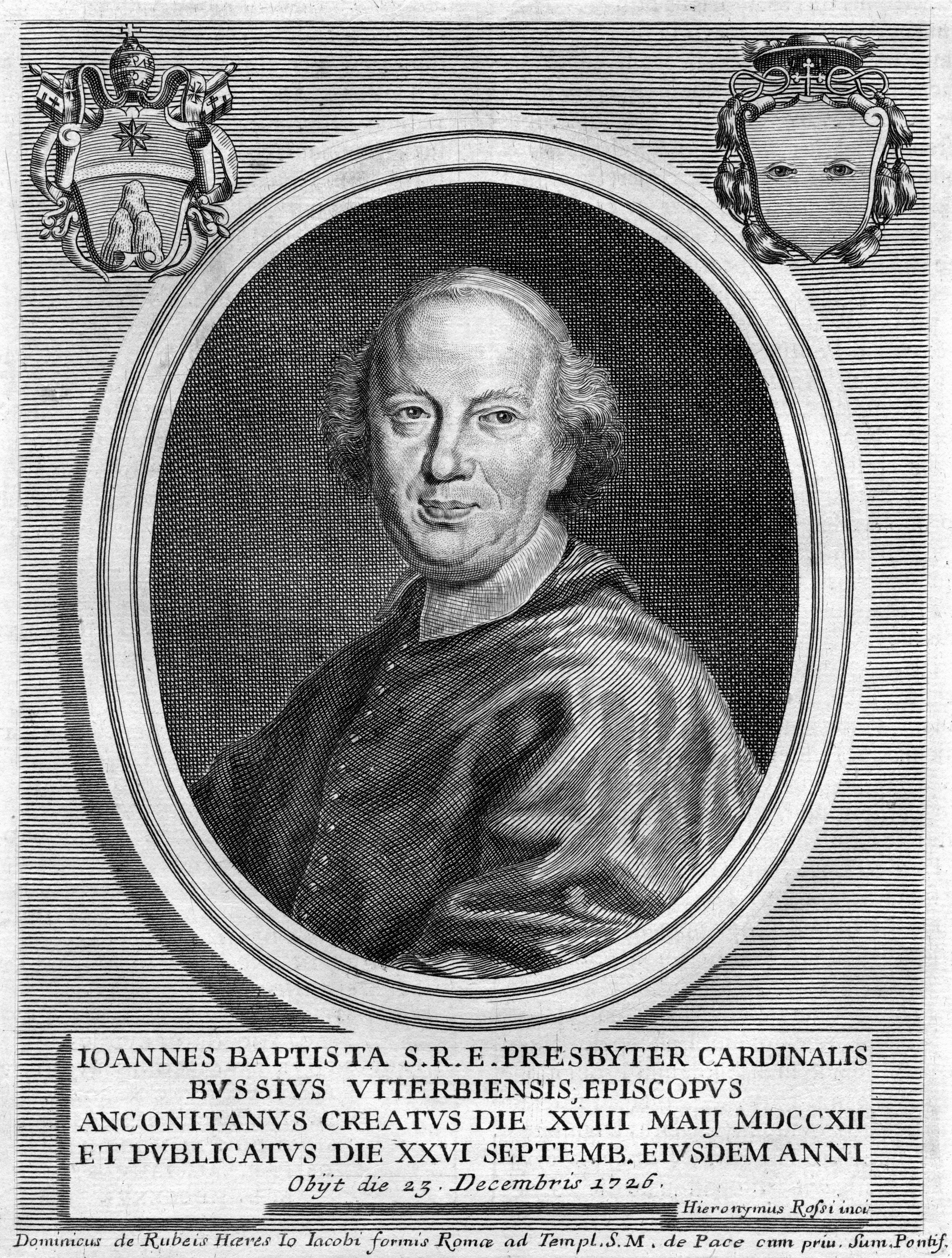
Giovanni Battista Kardinal Bussi

Giovanni Battista Bussi, auch Giambattista Bussi (* 2. April 1657 in Viterbo; † 23. Dezember 1726 in Rom) war ein Kardinal der Römischen Kirche.

## Leben
Er war das jüngste der sieben Kinder von Giovanni Battista Bussi und Eleonora Masciano. Sein Großonkel war Kardinal Filippo Filonardi (1582–1622), sein Neffe Pierfrancesco Bussi (1684–1765) wurde 1759 ebenfalls Kardinal, ebenso wie sein Großneffe Giovanni Battista Bussi 1824. Als Kind kam er nach Rom. Dort wurde er an der Universität La Sapienza am 7. Mai 1696 zum Doctor iuris utriusque promoviert. Von Papst Innozenz XII. wurde er mit der Seelsorge an Kranken in der Città Leonina beauftragt. Von September 1698 bis Mai 1705 war er Internuntius in Brüssel. 1702 bis 1703 wurde er in die Niederlande entsandt, um den Religionsfrieden wiederherzustellen. Dort setzte er den Apostolischen Vikar Theodorus de Kock (1650–1720) aufgrund eines jenem zugeschriebenen Hang zum Jansenismus ab.
Am 25. Juni 1706 wurde er zum Titularerzbischof von Tarsus und am 6. Juli desselben Jahres zum Apostolischen Nuntius in Köln ernannt, was er bis zum Ende des Jahres 1712 blieb. Die Bischofsweihe spendete ihm am 12. September 1706 in Köln Kardinal Christian August von Sachsen-Zeitz, Bischof von Győr; Mitkonsekratoren waren Erzbischof Giulio Piazza (1663–1726) und Johann Werner von Veyder, Administrator von Münster. Mit dem persönlichen Titel eines Erzbischofs wurde er am 19. Februar 1710 Bischof von Ancona.
Papst Clemens XI. erhob ihn am 18. Mai 1712 zum Kardinal in pectore, dies wurde im Konsistorium vom 26. September 1712 öffentlich bekanntgemacht. Den roten Hut und den Titel von Santa Maria in Aracoeli empfing er am 30. Januar 1713. Giovanni Battista Bussi nahm am Konklave 1721 teil, aus dem Innozenz XIII. als Papst hervorging, ferner war er Teilnehmer am Konklave 1724, bei dem Benedikt XIII. zum neuen Pontifex gewählt wurde.
Kardinal Bussi starb am 23. Dezember 1726 in Rom, wo er sich wegen einer Heiligsprechung aufhielt, und wurde in seiner Titelkirche Santa Maria in Aracoeli beigesetzt.